# 贾豁乡
贾豁乡是山西省长治市武乡县中部的一个乡，在北漳河北岸。面积94平方公里，人口2万左右。下辖27村委会，有6l自然村。1949年时属三区。1953年设立，后改公社。1984年再次设立贾豁乡。在武乡是主要产粮区之一。有林场、牧场，有中小学28所。乡人民政府驻地贾豁，在城关镇东北14公里，豁河北岸。人口l080。因付位于豁河北岸，贾姓最初在此定居而得名。附近有抗日战争时期八路军一二九师部旧址。

## 行政区划
桥头溪乡下辖以下地区：
贾豁村、东胡庄村、宋家庄村、张家庄村、上王堡村、李家庄村、石泉村、郭村、槐树堙村、凤台坪村、水泉村、古台村、阳南头村、下西庄村和龙王沟村。